# Assevillers
Assevillers är en kommun i departementet Somme i regionen Hauts-de-France i norra Frankrike. Kommunen ligger i kantonen Chaulnes som tillhör arrondissementet Péronne. År 2022 hade Assevillers 310 invånare.

## Befolkningsutveckling
Antalet invånare i kommunen Assevillers
| Referens: INSEE |